# Acacia meisneri
Acacia meisneri é uma espécie de leguminosa do gênero Acacia, pertencente à família Fabaceae.